# خیابان روستاولی

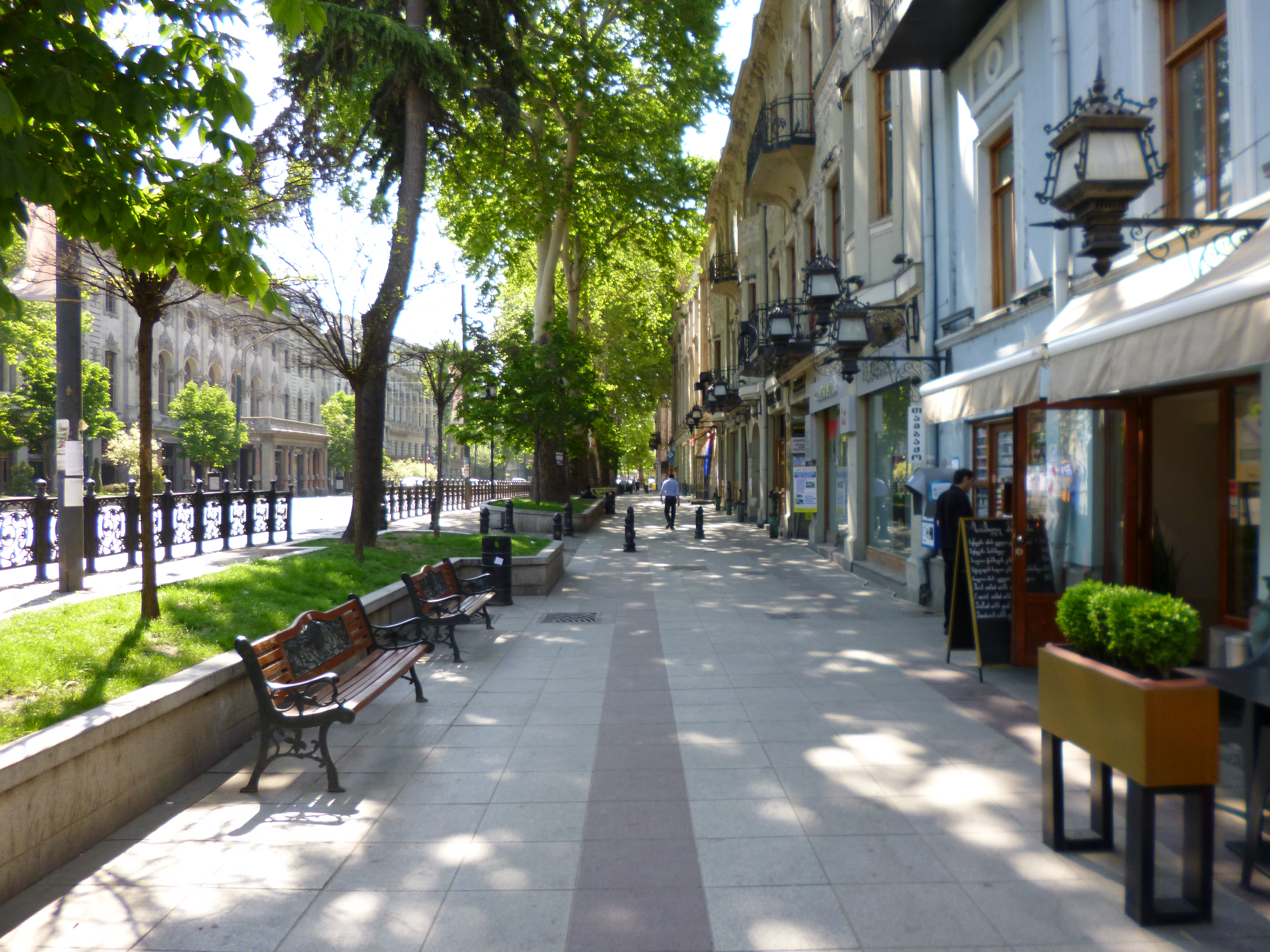
خیابان روستاولی

خیابان روستاولی (گرجی: რუსთაველის გამზირი) با نام سابق خیابان گولووین یکی از خیابان‌های مهم تفلیس، گرجستان است.
این خیابان که به افتخار شوتا روستاولی شاعر اهل گرجستان نام‌گذاری شده از میدان آزادی شروع و پس از ۱٫۵ کیلومتر طول در امتداد خیابان کوستاوا به پایان می‌رسد.
خیابان روستاولی محل قرارگیری مراکز مهم دولتی، عمومی و فرهنگی تفلیس می‌باشد و به همین جهت خیابان مرکزی این شهر شناخته می‌شود.

## ساختمان‌های مهم
- تئاتر اپرا ملی گرجستان
- تئاتر روستاولی
- آکادمی ملی علوم گرجستان
- موزه سیمون جاناشیا
- کلیسای کاشوتی
- هتل بالتیمور تفلیس
- سینما روستاولی

## نگارخانه

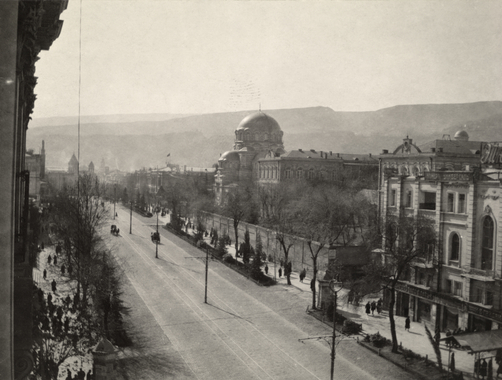
۱۹۲۰
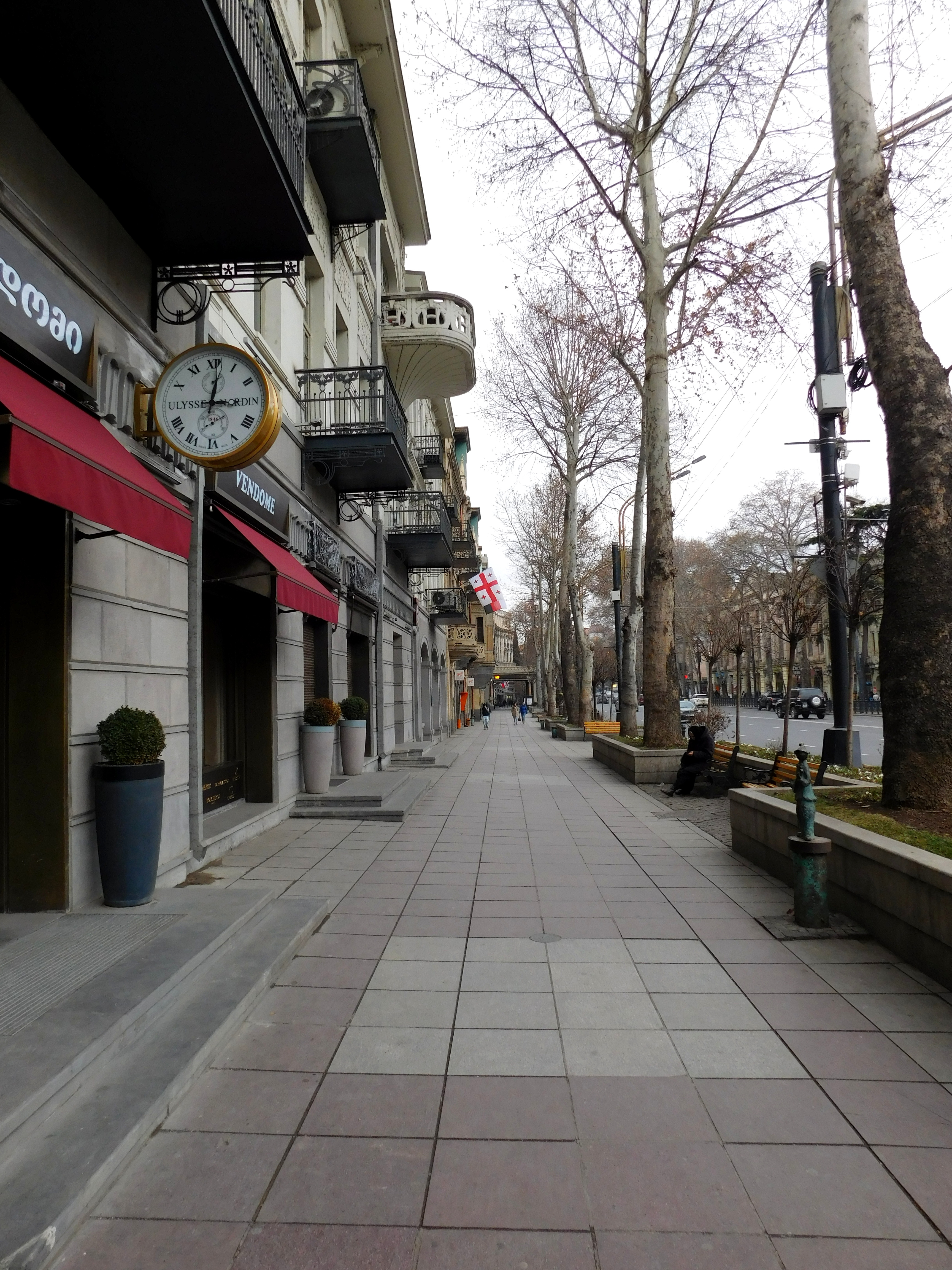
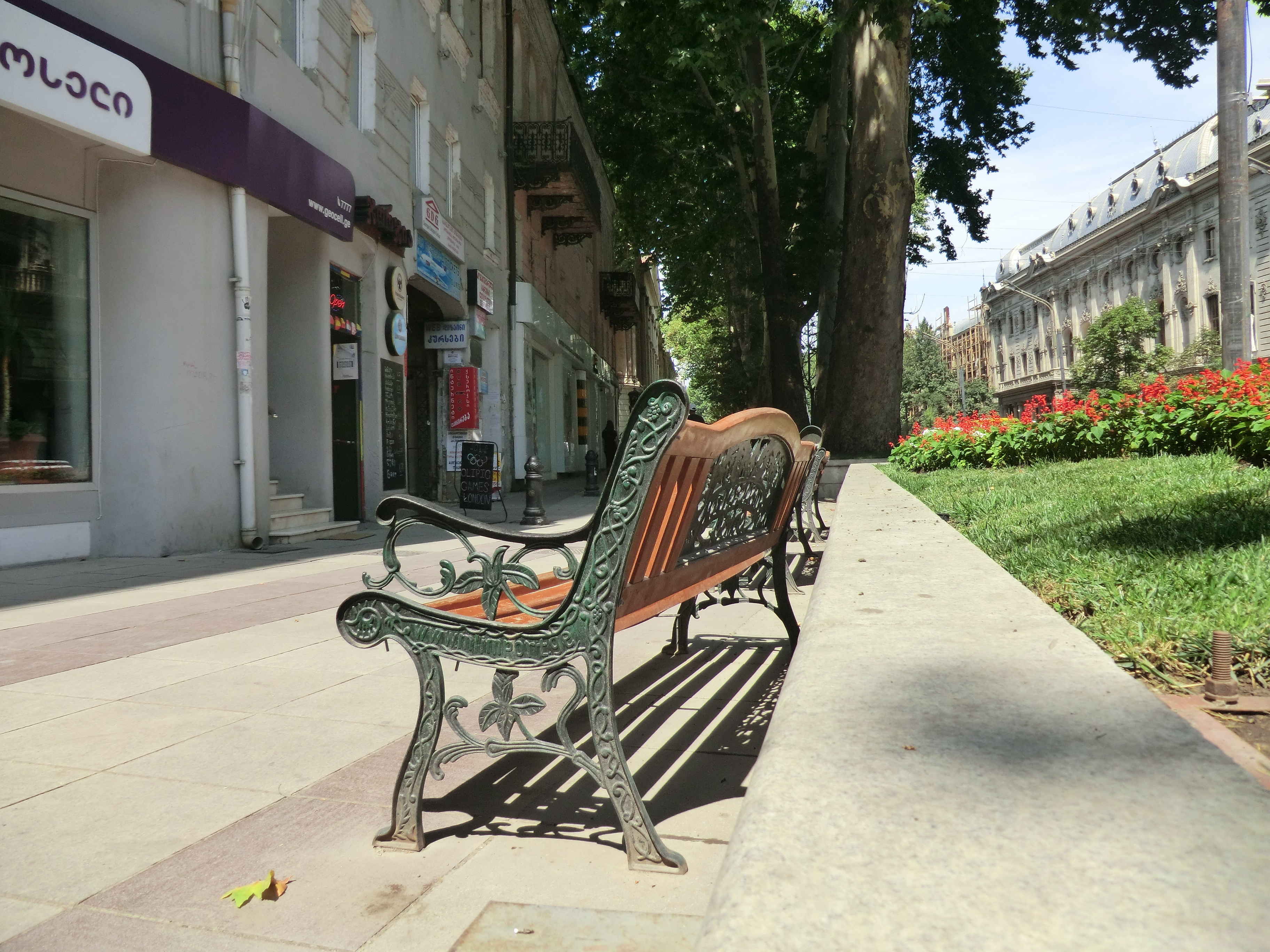
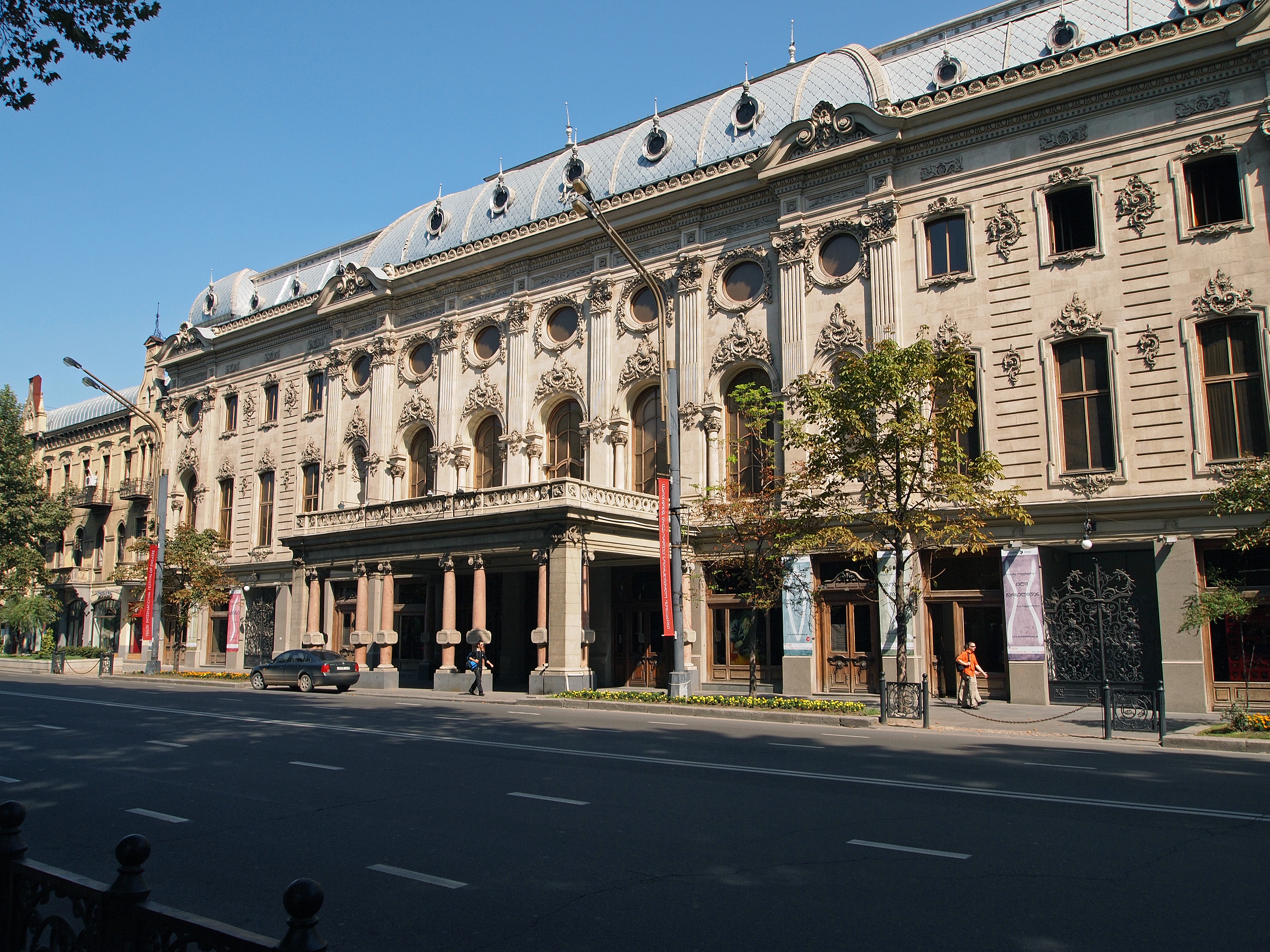
تئاتر روستاولی
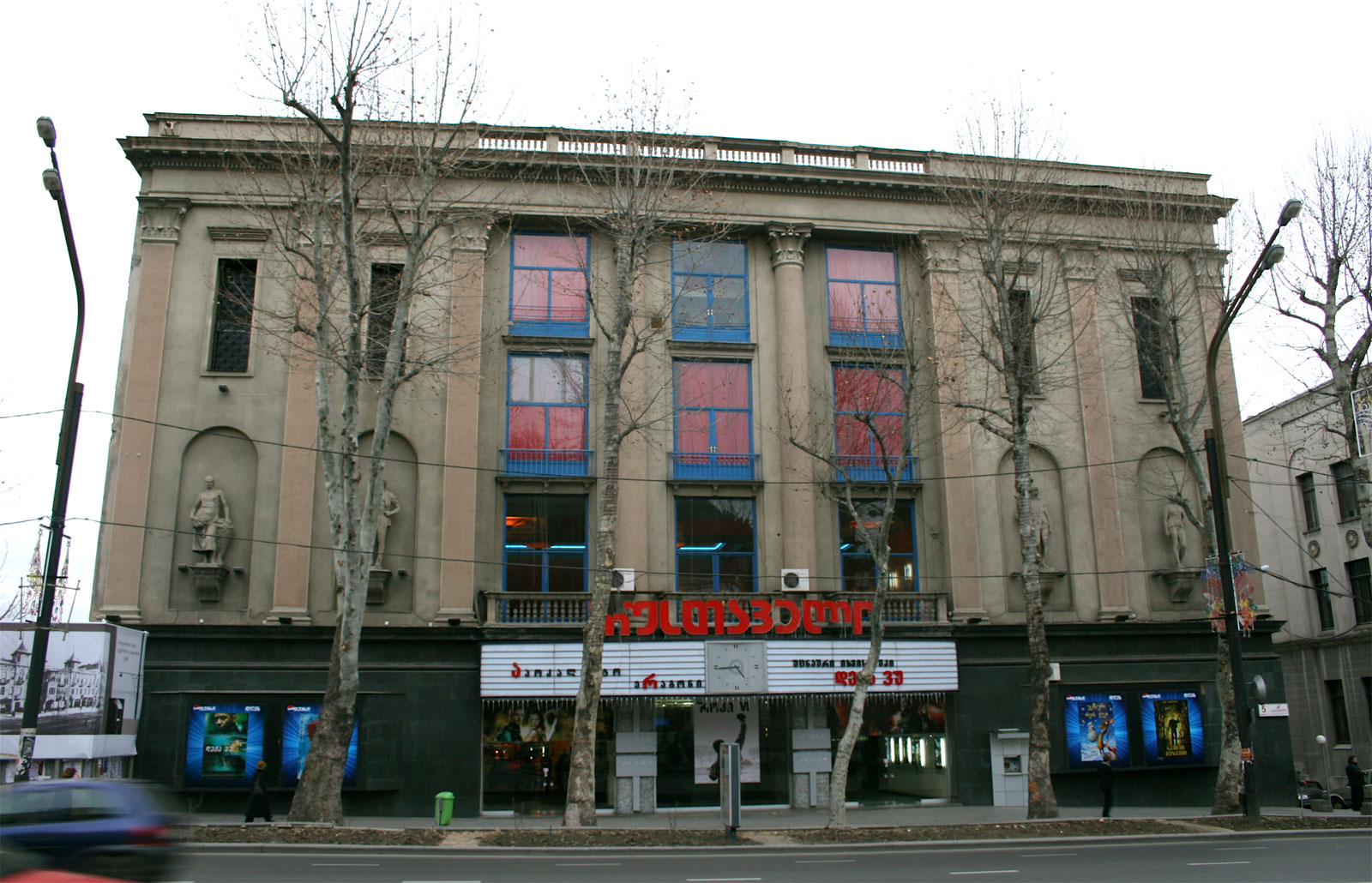
سینما روستاولی
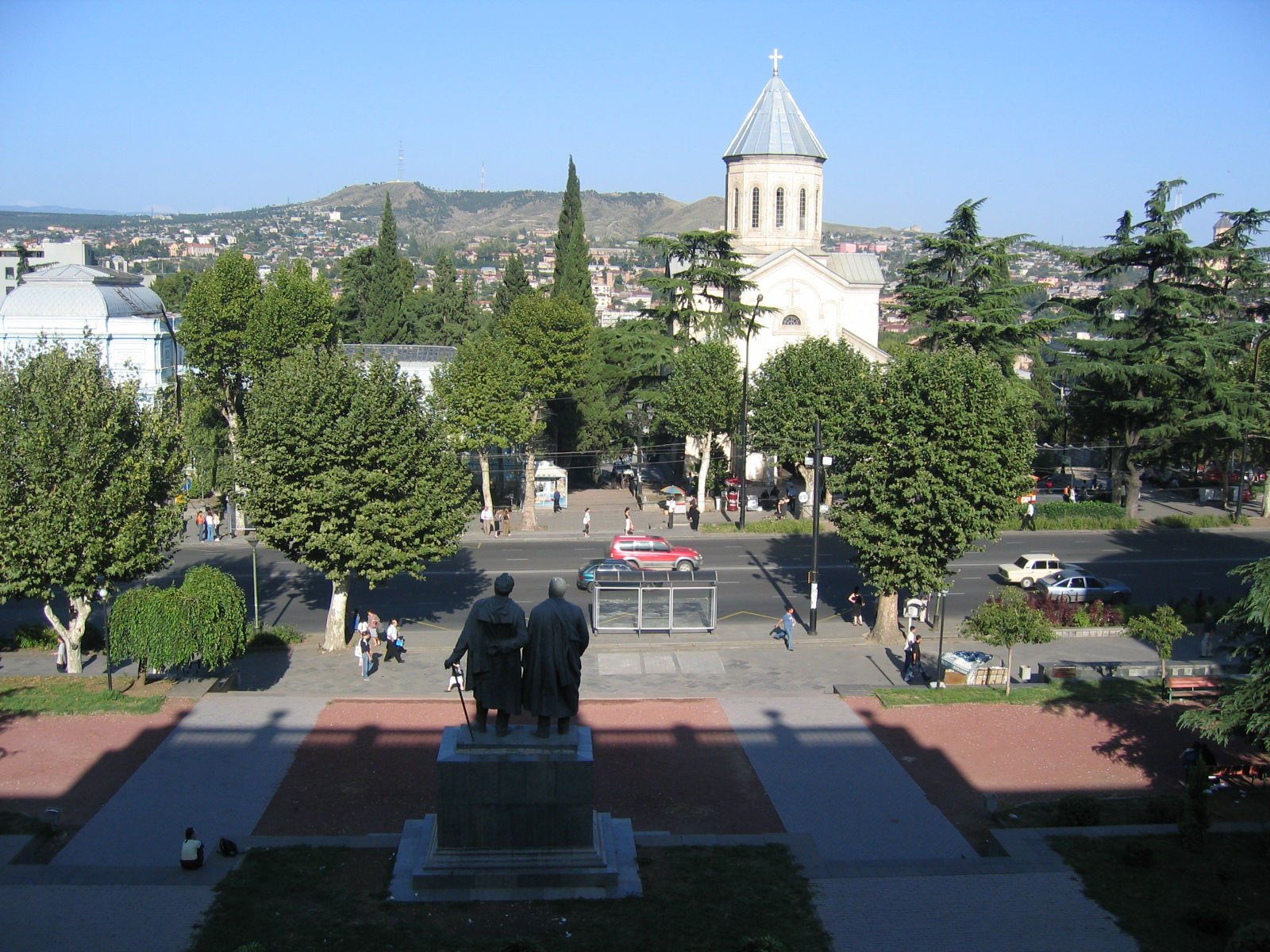
کلیسای کاشوتی
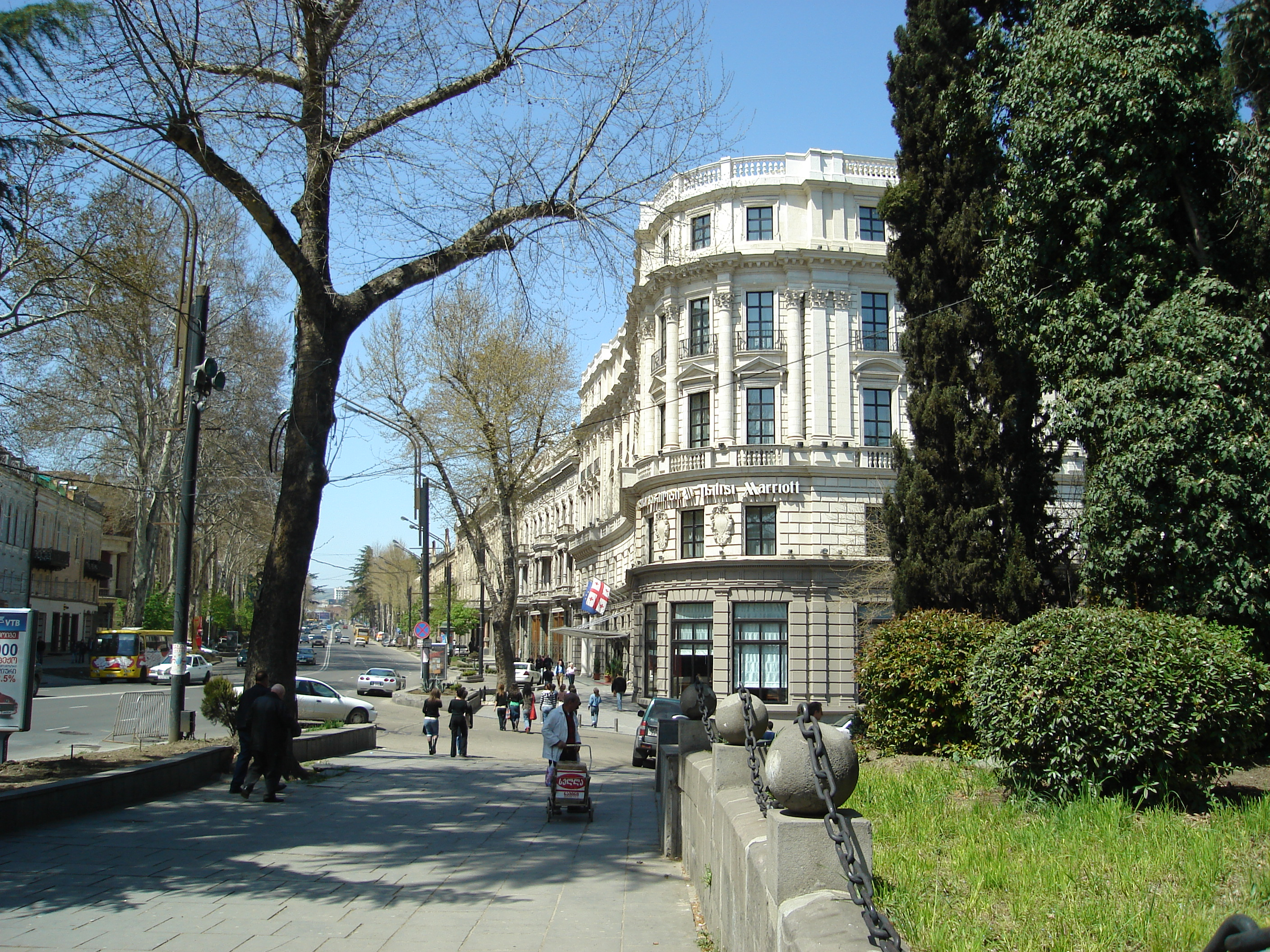
هتل ماریوت